# Sir-Peter-Ustinov-Stiftung
Die Sir-Peter-Ustinov-Stiftung (Eigenschreibweise Sir Peter Ustinov Stiftung) ist eine vom Schauspieler Sir Peter Ustinov mit seinem Sohn Igor Ustinov im Jahr 1999 in München gegründete gemeinnützige Stiftung bürgerlichen Rechts. Sie unterstützt, fördert oder initiiert mehr als 50 Hilfsprojekte weltweit.

## Förderung

### Schwerpunkte
Die drei Schwerpunkte der Stiftungsarbeit liegen in der Hilfe für Kinder in besonderer Not, im Bereich Bildung und Vielfalt sowie in der Förderung von jungen, kreativen Talenten. Im ersten Bereich kooperiert die Stiftung mit internationalen Projektpartnern, in den anderen beiden Bereichen vertraut die Stiftung auf eigene, langfristig angelegte Projekte, die sie gemeinsam mit öffentlichen oder institutionellen Partnern verwirklicht.

### Für Kinder in besonderer Not
Die Stiftung hilft Straßen- und Waisenkindern, Kindern, die aufgrund von Armut oder Bildungsdefiziten sozial benachteiligt sind und von der Gesellschaft ausgeschlossen werden. Sie stellt medizinische Versorgung in einigen der ärmsten Regionen der Welt bereit, unterstützt die Behandlung von schweren Krankheiten wie Noma, die durch Gesichtsentstellungen zu einem Leben in der Isolation zwingen. Zusammen mit ihren internationalen Projektpartnern befreit sie u. a. Mädchen aus der Zwangsprostitution und bietet Kindern Perspektiven für eine menschenwürdige Zukunft.
Beispiele
Im Jahr 2007 gründeten vier Männer in Afrika, die als Kind selbst von der Ustinov-Stiftung Hilfe erhalten hatten, in Tansania, Bezirk Kigamboli der Hauptstadt Daressalam, das Gemeindezentrum Kigamboli. In bescheiden eingerichteten Räumlichkeiten hilft das Zentrum Kindern oder Erwachsenen in Not, sorgt für eine Berufsausbildung, die Eingliederung in die Gesellschaft. Die Zentrumsgründer erweiterten im August 2022 ihr Engagement und eröffneten eine Kindertagesstätte unter dem Namen Ustinov Day-Care-Centre. Die Sir Peter Ustinov Stiftung unterstützt seit 2021 ihrerseits die neue Einrichtung, zunächst durch Renovierung der Räume, dann durch neue Ausstattungen und durch die Anlage eines Spielplatzes. Die Förderung erfolgt nach den Montessori-Prinzipien.